# 岩室城 (紀伊国)
岩室城（いわむろじょう）は、現在の和歌山県有田市宮原町東、有田郡有田川町田口（旧・紀伊国有田郡）にあった日本の城（山城）。岩村城、岩室山城ともいう。

## 概要
岩室山の山頂に築かれた城で、標高276m、比高250mに位置する。岩室城のある宮原付近は熊野街道と高野街道が交わる交通の要衝に当たり、中世前期には湯浅党の宮原氏が本拠としていた。
屋島の戦いの後、湯浅宗重のもとに身を寄せた平忠房が「岩村城」に籠城して戦ったとされるが（『平家物語』長門本）、この岩村城が岩室城に当たると考えられる。
岩室城はこの後、有田郡に勢力を伸ばした守護・畠山氏の支配下に置かれた。その時期に関連して、正長年間（1428 - 1429年）に畠山持国が岩室城を築いたという説（『紀伊続風土記』）や、正長年間に宮原を領した持国が文安2年（1445年）に築いたという説（『花営三代記』）、畠山尚順の三男・政氏が築城したという説（『寛永記』）などがある。
また、岩室城は畠山氏の拠点城郭である大野城（海南市）や広城（広川町）、鳥屋城（有田川町）と比べて規模の小さな支城であり、広城や鳥屋城と連携して、熊野街道を押さえるのに用いられたものとみられる。
天正13年（1585年）、畠山貞政の籠る岩室城は羽柴秀吉の軍勢により落城したという。
1983年（昭和58年）、城跡が有田市指定文化財に指定された。